# Trappåsen
Trappåsen este o arie protejată (arie specială de conservare — SAC, sit de importanță comunitară — SCI) din Suedia întinsă pe o suprafață de 206,6 ha, integral pe uscat.

## Localizare
Centrul sitului Trappåsen este situat la coordonatele 62°40′12″N 12°26′19″E / 62.67°N 12.4385°E.

## Înființare
Situl Trappåsen a fost declarat sit de importanță comunitară în mai 2000 pentru a proteja 1 specie de plante. Situl a fost protejat și ca arie specială de conservare în decembrie 2009.

## Biodiversitate
Situată în ecoregiunea alpină, aria protejată conține 4 habitate naturale: Păduri nordice subalpine/subarctice cu Betula pubescens ssp. czerepanovii, Mlaștini turboase de tranziție și turbării mișcătoare, Mlaștini alcaline, Fânețe montane.
La baza desemnării sitului se află o specie protejată de  plante: papucul doamnei (Cypripedium calceolus).